# Gottlob Friedrich Leberecht von Stutterheim
Gottlob Friedrich Leberecht von Stutterheim (* 15. Oktober 1757 in Sagritz; † 23. Dezember 1798 in Dresden) war Landsyndikus der Niederlausitz und kursächsischer Geheimer Finanzrat.

## Leben

### Herkunft
Gottlob war Angehöriger der ursprünglich aus Thüringen stammenden Adelsfamilie von Stutterheim. Seine Eltern waren der polnische und kursächsische Fähnrich Heinrich Seyfried von Stutterheim (1723–1782) und Eleonore Gottliebe von Waltersdorff.

### Werdegang
Stutterheim wurde 1781 Akzise-Inspektor. Von 1780 bis 1784 war er von den niederlausitzischen Landständen als Landschaftsagent an den sächsischen Hof delegiert. 1783 wurde er Supernumerer-Sekretär und bekleidete von 1784 bis 1793 das Amt des Landsyndikus der Niederlausitz. In dieser Zeit wurde er 1790 zum Konsistorialpräsident der Niederlausitz berufen. Zuletzt war er seit 1793 Geheimer Finanzrat in Dresden.
Stutterheim war vor 1783 Erbherr auf Anteil Golßen und erwarb im Jahre 1783 das Gut Buschmühle bei Groß Jehser.

### Familie
Stutterheim vermählte sich 1790 in Lübben mit Auguste Klingut (1766–1808), Tochter des Oberamtsregierungs- und Konsistorialrats Johann Christian Klingut. Aus der Ehe gingen zwei Töchter und ein Sohn hervor. Nur die älteste Tochter Ferdinande (1791–1863) erreichte die Großjährigkeit und trat in den Stand der Ehe.